# Giovanni Spadolini
Giovanni Spadolini (21 tháng 6 năm 1925 – 4 tháng 8 năm 1994) là chính trị gia, Thủ tướng thứ 44 của Ý, biên tập viên, nhà báo và nhà sử học người Ý.
Spadolini sinh ra ở Florence năm 1925. Khi còn trẻ, làm việc trong thư viện công cộng, Spadolini là một nhà hoạt động cộng hòa và phát xít, và viết cho tạp chí Italia e Civiltà ("Ý và nền văn minh"), gần Giovanni Gentile, và trong một số, Spadolini đã giải thích về sự chống đối của ông, chống chủ nghĩa tự do và chống chủ nghĩa semitism. Năm 1944, trong thời Nội chiến Ý, ông gia nhập Cộng hòa Xã hội Ý.